# Saitis berlandi
Saitis berlandi är en spindelart som beskrevs av Roewer 1951. Saitis berlandi ingår i släktet Saitis och familjen hoppspindlar. Inga underarter finns listade i Catalogue of Life.